# Dzień Weteranów
Dzień Weteranów (ang. Veterans Day) – amerykańskie święto mające na celu uhonorowanie weteranów służących w siłach zbrojnych Stanów Zjednoczonych. Obchodzone jest 11 listopada, w rocznicę zawarcia rozejmu kończącego I wojnę światową, w ten sam dzień co Święto Niepodległości i Dzień Pamięci w innych krajach. Mimo że święto poświęcone jest pamięci wszystkich weteranów, żywych i zmarłych, jego celem jest uczczenie głównie żyjących żołnierzy i wyrażenie podziękowania za ich służbę krajowi. Pamięci zmarłych żołnierzy poświęcone jest oddzielne święto, Memorial Day, obchodzone w maju.
W Dzień Weteranów zamknięte są urzędy federalne, banki oraz większość urzędów stanowych i szkół. Otwarte są zazwyczaj inne przedsiębiorstwa i sklepy. Jeżeli 11 listopada przypada w sobotę, obchody Dnia Weteranów są przesunięte na poprzedzający ją piątek, a gdy 11 listopada przypada w niedzielę, obchody przesunięte są na następujący po niej poniedziałek.
Święto 11 listopada zostało ustanowione w 1919 roku przez prezydenta Stanów Zjednoczonych Woodrowa Wilsona pod nazwą Armistice Day (pl. dzień rozejmu), aby uczcić rocznicę zakończenia działań wojennych podczas I wojny światowej. Prezydent Dwight Eisenhower ustanowił ten dzień świętem narodowym pod nazwą Dzień Weteranów proklamacją z 1 czerwca 1954 roku.

## Pisownia
W języku angielskim prawidłowa pisownia nazwy święta to Veterans Day. Niekiedy spotykane nazwy Veteran's Day lub Veterans' Day są niepoprawne. Prawidłowa nazwa nie zawiera apostrofu, ponieważ jest to dzień poświęcony pamięci weteranów, a nie dzień, który do nich należy.